# نورث جانز (آلاباما)
نورث جانز (به انگلیسی: North Johns) شهری در شهرستان جفرسون ایالت آلاباما است که مساحت آن ۰٫۵۳ کیلومتر مربع است و در سرشماری سال ۲۰۱۰ میلادی، ۱۴۵ نفر جمعیت داشته و تراکم جمعیتی آن، ۲۷۳٫۵۸ نفر در هر کیلومتر مربع بوده است.